# エミタ (小惑星)
エミタ (481 Emita) は小惑星帯に位置する小惑星。1902年2月12日、ルイージ・カルネラがハイデルベルク天文台で発見した。